# Federico Tavan
Federico Tavan (Andreis, 5 novembre 1949 – Andreis, 7 novembre 2013) è stato un poeta italiano di lingua friulana (nella variante di Andreis).
Fu il cantore apprezzato da molti illustri letterati (Claudio Magris, Franco Loi, Giovanni Tesio, Carlo Ginzburg).
Tavan cominciò da ragazzo a vivere episodi di disagio mentale. 
Nel 1965, a 16 anni, perse la madre. 
Durante la sua vita frequentò ospedali e centri di salute mentale, e visse con una piccola pensione di invalidità.
Trascorse tutta la vita ad Andreis, piccolo paese di montagna della Valcellina in Friuli. 
Amico della poetessa clautana Bianca Borsatti, sempre precario e in balia della malattia, ha realizzato una poesia piena di lampi e di vita interiore.
Non esibì mai la sua condizione, la rappresentò senza rabbia o autocommiserazione.
I versi delle poesie sono immediati e istintivi; sembrano realmente emergere dalla complessità del suo vivere e dalla sofferenza che lo ha accompagnato per tutta la vita. 
Al podeva capitate anç a ti/ nasce t'un pegnaton/ tra zovàt e zùfignes/ de stries cencja prozes/ e al dolor grant de'na mare./ Me soi cjatat à passa/ de che bandes.:
"Poteva capitare anche a te/ di nascere in un pentolone/ tra rospi e intrugli/ di streghe senza processo/ e il dolore grande di una madre./ Io mi sono trovato a passare/ da quelle parti".
Con Decreto del Presidente della Repubblica, in data 28 novembre 2008 fu concesso un assegno straordinario vitalizio, a favore del poeta, ai sensi della legge 8 agosto 1985, n. 440 (legge Bacchelli). 
È morto nel sonno, nella sua abitazione di Andreis, nel novembre 2013, 2 giorni dopo il suo 64º compleanno.

## Biografia
Ha studiato presso il collegio Don Bosco, dove ha imparato a leggere e a scrivere a 13 anni, periodo in cui ha avvertito le prime crisi psichiche.
Nel 1967 ha ricominciato le scuole medie pubblicando su giornali underground e sul bollettino parrocchiale fino all'incontro con quelli del Menocchio.

## Pubblicazioni
Ha pubblicato nei quaderni del Menocchio: Màcheri, 1984; Lètera, 1984; Cjant dai dalz, 1985; La nâf spâzial, 1985; J' sielc perávalis, 1991; Da màrches a madònes, 1994, Biblioteca dell'immagine; Amalârs, 2001, KV; Cràceles cròceles, Circolo culturale Menocchio, 1997-2003; L'assoluzione, tradotto in teatro.
Federico Tavan: la strega sulla testa, di Maurizio Bait, 1999, Biblioteca dell'immagine. 
Numerose sue poesie in diverse antologie, oltre a numerosi video. 
A cura del Menocchio anche l'ultima pubblicazione: Trapolant, 2009, poesie di Federico Tavan illustrate, durante il suo ultimo ricovero, insieme a una artista di Maniago.